# Topolyn
Topolyn, ukrajinskyТополин, maďarsky Topolin, je část obce Monastyrec, v Horinčovském jednotném územním společenství, v okrese Chust, v Zakarpatské oblasti Ukrajiny. V roce 2025 zde žilo 318 obyvatel.